# Vasili Karasjov
Vasili Nikolajevitsj Karasjov (Russisch: Василий Николаевич Карасёв) (Leningrad, 14 april 1971), is een voormalig professionele basketbalspeler die speelde voor het nationale team van Rusland. Hij heeft de medaille gekregen van Meester in de sport van Rusland en de Medaille voor het dienen van het Moederland.

## Carrière
Karasjov begon zijn profcarrière bij Spartak Sint-Petersburg in 1990. Met Spartak werd Karasjov een keer landskampioen van het GOS in 1992. In 1992 stapte Karasjov over naar CSKA Moskou. Met CSKA werd Karasjov vier keer landskampioen van Rusland in 1993, 1994, 1995 en 1996. In 1996 vertrok Karasjov naar Efes Pilsen in Turkije. In 1997 ging Karasjov naar Alba Berlin in Duitsland. In 1998 keerde Karasjov terug naar CSKA Moskou. Nu werd Karasjov twee keer landskampioen van Rusland in 1999 en 2000. In 2000 verhuisde Karasjov naar Iraklis BC in Griekenland. Tussen 2001 en 2009 speelde Karasjov bij verschillende clubs in Rusland. In 2009 stopte Karasjov met basketballen. Na zijn carrière werd Karasjov basketbalcoach.
In 2012 werd Karasjov hoofdcoach bij Trioemf Oblast Moskou Ljoebertsy. Met deze club haalde hij de finale om de EuroChallenge. In 2014 verhuisde Trioemf van Moskou naar Sint-Petersburg. De naam veranderde in Zenit. In 2016 haalde Karasjov met Zenit de finale om de beker van Rusland. Ook wordt hij met Zenit derde om het landskampioenschap van Rusland. In 2018 stopt hij bij Zenit. In 2020 werd hij assistent coach onder hoofdcoach Elen Sjakirova bij het dames team van Dinamo Koersk. Halverwege het seizoen werd hij hoofdcoach van Dinamo na het vertrek van Sjakirova. In 2022 stapte hij over naar MBA Moskou.

## Privé
Vasili heeft een zoon Sergej Karasjov die ook basketballer is een uitkomt voor het nationale team van Rusland.

## Erelijst
- Landskampioen GOS: 1
  - Winnaar: 1992
- Landskampioen Rusland: 6
  - Winnaar: 1993, 1994, 1995, 1996, 1999, 2000
- Wereldkampioenschap:
  - Zilver: 1994, 1998
- Europees kampioenschap:
  - Zilver: 1993
  - Brons: 1997

## Speler
4 Gorin ·
5 Sjakoelin ·
6 Soecharev ·
7 Astanin ·
8 Nosov ·
9 Bazarevitsj ·
10 Babkov ·
11 Michajlov ·
12 Karasjov ·
13 Fetisov ·
14 Panov ·
15 Kondratov ·
Coach: Selichov
· Assistent-coach: 
· Assistent-coach: 
4 Pasjoetin ·
5 Domani ·
6 Gratsjev ·
7 Kisoerin ·
8 Nosov ·
9 Bazarevitsj ·
10 Babkov ·
11 Michajlov ·
12 Karasjov ·
13 Fetisov ·
14 Panov ·
15 Ivanov ·
Coach: Belov
· Assistent-coach: 
· Assistent-coach: 
4 Pasjoetin ·
5 Domani ·
6 Gratsjev ·
7 Kisoerin ·
8 Nosov ·
9 Bazarevitsj ·
10 Babkov ·
11 Michajlov ·
12 Karasjov ·
13 Fetisov ·
14 Panov ·
15 Ivanov ·
Coach: Belov
· Assistent-coach: 
· Assistent-coach: 
4 Karasjov ·
5 Koedelin ·
6 Domani ·
7 Kisoerin ·
8 Pasjoetin ·
9 Bazarevitsj ·
10 Babkov ·
11 Michajlov ·
12 Fetisov ·
13 Ivanov ·
14 Panov ·
15 Nosov ·
Coach: Belov
· Assistent-coach: 
· Assistent-coach: 
4 Karasjov ·
5 Koedelin ·
6 Koerasjov ·
7 Kisoerin ·
8 J. Pasjoetin ·
9 Sjakoelin ·
10 Babkov ·
11 Michajlov ·
12 Z. Pasjoetin ·
13 Fetisov ·
14 Panov ·
15 Nosov ·
Coach: Belov
· Assistent-coach: Kapranov
· Assistent-coach: Jerjomin
4 Karasjov ·
5 Koedelin ·
6 Pasjoetin ·
7 Kisoerin ·
8 Domani ·
9 Tichonenko ·
10 Babkov ·
11 Michajlov ·
12 Morgoenov ·
13 Koerasjov ·
14 Panov ·
15 Nosov ·
Coach: Belov
· Assistent-coach: Jerjomin
· Assistent-coach: 
4 Karasjov ·
5 Koedelin ·
6 Pasjoetin ·
7 Kisoerin ·
8 Domani ·
9 Tichonenko ·
10 Babkov ·
11 Fetisov ·
12 Morgoenov ·
13 Koerasjov ·
14 Panov ·
15 Nosov ·
Coach: Belov
· Assistent-coach: Kapranov
· Assistent-coach: Jerjomin
4 Karasjov ·
5 Koedelin ·
6 Petrenko ·
7 Kisoerin ·
8 J. Pasjoetin ·
9 Tichonenko ·
10 Babkov ·
11 Koerasjov ·
12 Z. Pasjoetin ·
13 Avlejev ·
14 Panov ·
15 Nosov ·
Coach: Belov
· Assistent-coach: Jerjomin
· Assistent-coach: 
4 Karasjov ·
5 Basjminov ·
6 Panov ·
7 Koedelin ·
8 Tsjikalkin ·
9 Morgoenov ·
10 J. Pasjoetin ·
11 Z. Pasjoetin ·
12 Chrjapa ·
13 Kirilenko ·
14 Avlejev ·
15 Savrasjenko ·
Coach: Jerjomin
· Assistent-coach: 
· Assistent-coach: 
4 Karasjov ·
5 Jersjov ·
6 Licholitov ·
7 Solovjov ·
8 Koebrakov ·
9 Samojlenko ·
10 Chrjapa ·
11 Pasjoetin ·
12 Monja ·
13 Kirilenko ·
14 Domani ·
15 Savrasjenko ·
Coach: Jelevitsj
· Assistent-coach: Selichov
· Assistent-coach: Sokolovski
· Assistent-coach: Chartsjenkov

## Coach
4 Karasjov ·
5 Sokolov ·
6 Valiev ·
7 Fridzon ·
8 Voronov ·
9 Koelagin ·
10 Sjved ·
11 Antonov ·
12 Monja  ·
13 Chvostov ·
14 Savrasjenko ·
15 Ponkrasjov ·
Coach: Karasjov
· Assistent-coach: Rezvyi
· Assistent-coach: Vasiljev